# Striukivka, Tomakivka
Striukivka (în ucraineană Стрюківка) este un sat în comuna Vîvodove din raionul Tomakivka, regiunea Dnipropetrovsk, Ucraina.

## Demografie
Componența lingvistică a localității Striukivka
     Ucraineană (89,9%)
     Rusă (9,76%)
     Alte limbi (0,34%)
Conform recensământului din 2001, majoritatea populației localității Striukivka era vorbitoare de ucraineană (89,9%), existând în minoritate și vorbitori de rusă (9,76%).